# Yunyang (ort i Kina)
Yunyang är en ort i Kina. Den ligger i provinsen Henan, i den centrala delen av landet, omkring 170 kilometer sydväst om provinshuvudstaden Zhengzhou. Antalet invånare är 73 922.
Runt Yunyang är det tätbefolkat, med 343 invånare per kvadratkilometer. Yunyang är det största samhället i trakten. Trakten runt Yunyang består till största delen av jordbruksmark.
Genomsnittlig årsnederbörd är 919 millimeter. Den regnigaste månaden är augusti, med i genomsnitt 169 mm nederbörd, och den torraste är januari, med 5 mm nederbörd.